# Luis Ortega Salazar
Luis Ortega Salazar (Buenos Aires, 12 de juliol de 1980) és un guionista i director de cinema argentí.

## Biografia
Va ser autor del guió de la seva primera pel·lícula, La caja negra, als 19 anys, mentre estudiava en la Universitat del Cinema de Buenos Aires. En 2004 va filmar el seu segon llargmetratge, Monobloc, protagonitzat per Graciela Borges, Rita Cortese i Evangelina Salazar. Va escriure i va dirigir la impactant sèrie Historia de Un Clan on va deixar una empremta amb forta càrrega lírica i eròtica. També va compondre la cortina musical d'aquesta, "Fantasma Ejemplar", interpretada per Daniel Melingo.

## Vida personal
Des de l'any 1998 al 2003 va ser parella de l'actriu argentina Dolores Fonzi. Des de l'any 2006 al 2008 va ser parella de l'actriu argentina Celeste Cid. Des de l'any 2011 al 2014 va ser parella de l'actriu argentina Ailín Salas. Des de 2017 està en parella amb Meva Flores Pirán, filla de Ginette Reynal. La parella es va convertir en pares el 4 d'abril de 2019 d'un nen anomenat Ramsés Ortega Flores, el seu nom significa "fill del Déu Ra".

## Filmografia (com a director i guionista)
- La caja negra (2002)
- Monobloc (2005)
- Los Santos Sucios (2009)
- Verano Maldito (2011)
- Dromómanos (2012)
- Lulú (2016)
- El Ángel (2018)
- El jockey (2024)

## Televisió (com a director i guionista)
- Historia de un clan (2015) (sèrie de televisió)
- El Marginal (2016-present) (sèrie de televisió)